# Antitrygodes perturbata
Antitrygodes perturbata là một loài bướm đêm trong họ Geometridae.